# Caconde (ort)
Caconde är en ort i Brasilien.   Den ligger i kommunen Caconde och delstaten São Paulo, i den sydöstra delen av landet, 700 km söder om huvudstaden Brasília. Caconde ligger 827 meter över havet och antalet invånare är 12 434.
Terrängen runt Caconde är kuperad åt nordväst, men åt sydost är den platt. Närmaste större samhälle är Tapiratiba, 12,8 km nordväst om Caconde.
Omgivningarna runt Caconde är huvudsakligen savann. Runt Caconde är det ganska glesbefolkat, med 30 invånare per kvadratkilometer.